# San Buena Ventura, Bolivia

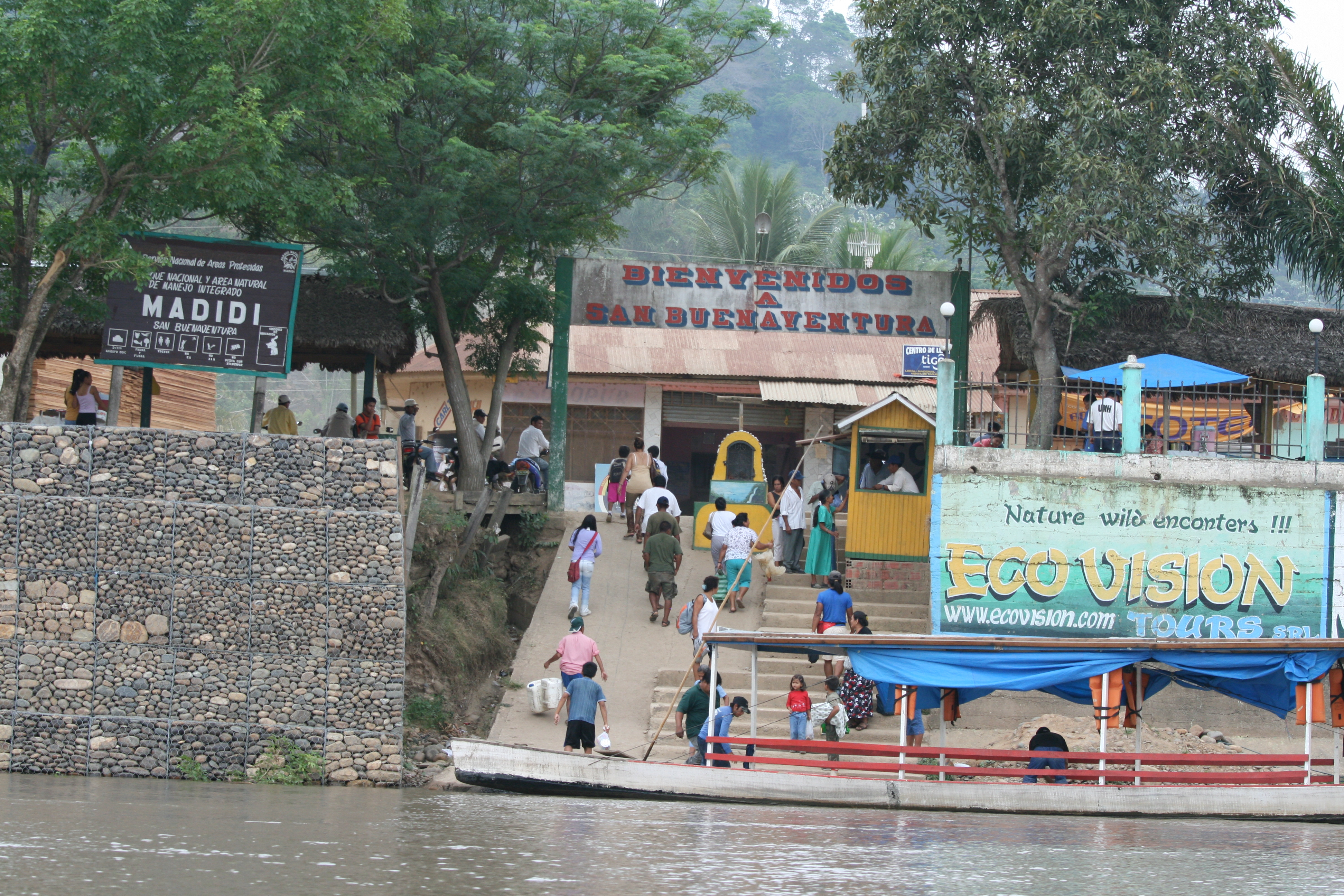
San Buena Ventura

San Buena Ventura är en stad i provinsen Abel Iturralde i departementet La Paz i Bolivia.